# Maurice Bowra

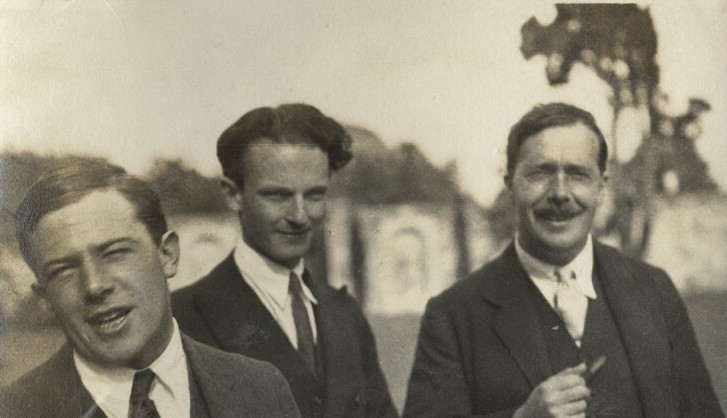
(von links nach rechts) Maurice Bowra, Sylvester Govett Gates und L. P. Hartley

Sir Cecil Maurice Bowra (* 8. April 1898 in Jiujiang, China; † 4. Juli 1971 in Oxford) war ein britischer Klassischer Philologe.

## Leben und Wirken
Cecil Maurice Bowra wurde als Sohn eines in chinesischen Diensten stehenden britischen Zollbeamten in Jiujiang am Jangtsekiang in China geboren. Er verbrachte seine Jugend ab 1903 in seiner britischen Heimat. Ab 1917 leistete er als Second Lieutenant der Royal Field Artillery Kriegsdienst an der Westfront, sodass er erst nach dem Friedensschluss das Studium der klassischen Philologie am New College der Universität Oxford beginnen konnte. Nach Abschluss des Studiums wurde er 1922 Fellow und Tutor am Wadham College. Seit 1938 war Bowra Warden des Wadham College. Noch im selben Jahr wurde er in die British Academy aufgenommen, deren Präsident er von 1958 bis 1962 wurde. Von 1946 bis 1951 war er dort Poetik-Professor und von 1951 bis 1954 zugleich Vizekanzler der Universität Oxford.
Neben seinen Verwaltungsaufgaben befasste sich Bowra mit der altgriechischen Literatur. Er verfasste neben anderen Schriften Arbeiten über die Ilias (1930), über frühgriechische Lyrik (1936), über Sophokles (1944), über Pindar (1964) und über das Perikleische Athen (1971). Bowra betätigte sich auch in der vergleichenden Literaturwissenschaft, über die er ebenfalls mehrere Arbeiten verfasste, darunter 1952 Heroic Poetry, eine vergleichende Studie über die heroische Dichtung aller Zeiten und Völker.
Neben der frühzeitigen Aufnahme in die British Academy 1938 wurde Bowra am 4. Juni 1969 als ausländisches Mitglied in den deutschen Orden Pour le Mérite für Wissenschaft und Künste aufgenommen. Außerdem wurde er 1951 als Knight Bachelor geadelt und 1971 als Companion of Honour ausgezeichnet. Acht Universitäten aus vier Ländern verliehen ihm die Ehrendoktorwürde. Im Jahr 1960 wurde er als auswärtiges Ehrenmitglied in die American Academy of Arts and Letters gewählt.